# Tiradelphe schneideri
Tiradelphe schneideri là một loài bướm giáp thuộc phân họ Danainae. Nó là đại diện duy nhất của chi Tiradelphe. Đây là loài đặc hữu của quần đảo Solomon.